# Donna nel frigorifero
Donna nel frigorifero, conosciuto anche col termine inglese fridging, è un tropo letterario coniato da Gail Simone nel 1999 per descrivere una tendenza nella narrativa che vede personaggi femminili affrontare danni sproporzionati come morte, mutilazione o aggressione, esclusivamente come espediente narrativo per motivare personaggi maschili. L'elenco originale di Simone includeva oltre cento personaggi femminili e ha scatenato discussioni sul sessismo nella cultura pop e nell'industria dei fumetti.
L'influenza del tropo si estende oltre i fumetti, con critiche alla sua presenza in franchise cinematografici e televisivi. In particolare, l'autrice Catherynne M. Valente, ispirata dalla morte di Gwen Stacy in The Amazing Spider-Man 2, ha scritto "The Refrigerator Monologues" , affrontando l'impatto del tropo sui personaggi femminili nelle narrazioni di supereroi.

## Origine del termine
Il termine fu coniato dall'appassionata di fumetti (e in seguito fumettista) Gail Simone nel 1999; si ispira al numero 54 del terzo volume di Lanterna Verde, scritto da Ron Marz nel 1994. In esso l'eroe titolare, Kyle Rayner, scopre nel suo appartamento il cadavere della sua ragazza, Alexandra DeWitt, uccisa dal cattivo Major Force e infilata in un frigorifero.
Simone ha usato l'episodio per mettere in evidenza un tropo comune nei fumetti supereroistici, per il quale i personaggi femminili subiscono varie sevizie (uccisioni, mutilazioni, stupri, torture, privazione dei poteri o perdita del senno a causa di tragedie varie) in modo più sproporzionato rispetto ai personaggi maschili. Inoltre, Simone ha sottolineato che, laddove i personaggi maschili tendenzialmente vengono uccisi in circostanze "nobili" e vengono poi riportati in vita, la violenza contro i personaggi femminili in genere ha un valore puramente scioccante e conseguenze permanenti. Fu solo anni dopo che venne ufficialmente riconosciuto che la violenza contro le donne fosse un elemento ricorrente nei fumetti come dispositivo di trama per personaggi maschili.

### Sito web
Simone sviluppò originariamente un elenco di oltre cento personaggi femminili che erano stati oggetto di varie tragedie che hanno deragliato la loro vita, pubblicandolo su un sito web chiamato "Women in Refrigerators". Il sito è stato progettato dal giornalista Beau Yarbrough, gestito da Rob Harris e John Norris, ed era originariamente ospitato da Jason Yu, che aveva suggerito di pubblicare l'elenco online. Simone pubblicò anche scambi di email con gli intervistati sul sito. Mentre alcuni intervistati hanno trovato significati diversi per l'elenco, Simone ha sostenuto, finché non è stato riconosciuta l'esistenza del tropo, che il suo punto iniziale era sempre stato: "Se demolisci la maggior parte dei personaggi che piacciono alle ragazze, allora le ragazze non leggeranno i fumetti. Tutto qui!"
Nel 2000, diversi quotidiani nazionali pubblicarono articoli che facevano riferimento al sito, generando discussioni sul tema del sessismo nella cultura pop e nell'industria dei fumetti. Alcune università elencano il contenuto di Women in Refrigerators come correlato all'analisi e alla critica della cultura pop.

### Risposta
Simone ha ricevuto numerose risposte via email da appassionati e professionisti del fumetto, pubblicandone molte sul suo sito web. Esempi degni di nota includono lo scrittore Mark Millar, l'ex CCO della DC Entertainment Geoff Johns e Ron Marz, l'autore del fumetto che ha dato origine al nome del tropo. La risposta di Marz affermava (in parte): "Per me la vera differenza è meno maschio-femmina, ma piuttosto personaggio principale-personaggio di supporto. Nella maggior parte dei casi, i personaggi principali, personaggi 'titolari' che supportano i propri libri, sono maschi... i personaggi di supporto sono quelli che soffrono le tragedie più permanenti e sconvolgenti. E molti personaggi di supporto sono donne." 
Ha anche spiegato ulteriormente: "L'ho creata [Alexandra DeWitt] con l'intenzione di farla assassinare per mano di Major Force. Ho dedicato molta attenzione alla costruzione del suo personaggio, perché volevo che piacesse e che la sua morte avesse un significato per i lettori. Volevo che i lettori fossero inorriditi dal crimine e che si immedesimassero nella perdita di Kyle. La sua morte doveva portare Kyle alla brutale consapevolezza che essere GL [Lanterna Verde] non era un gioco. Doveva anche recidere i legami con la sua vecchia vita, aprendo la strada al suo trasferimento a New York. E in definitiva volevo che la sua morte fosse memorabile e illustrasse quanto fosse atroce Major Force. Da qui il frigorifero."

### "Dead Men Defrosting"
In risposta ai fan che sostenevano che anche i personaggi maschili venissero spesso uccisi, il content editor John Bartol ha scritto "Dead Men Defrosting" ("Uomini morti scongelati"), un articolo in cui sosteneva che, quando gli eroi maschili vengono uccisi o alterati, vengono più tipicamente riportati al loro status quo. Secondo Bartol, invece, dopo che la maggior parte dei personaggi femminili è stata alterata, "non viene mai loro concessa, come di solito accade agli eroi maschili, la possibilità di tornare al loro stato eroico originale. Ed è qui che iniziamo a vedere la differenza".
Sul sito è stata sostenuta una tesi simile, usando come esempio il paragone tra Flash e Supergirl, due amati personaggi uccisi durante le Crisi sulle Terre infinite: laddove Flash rimase nella continuity, venendo ricordato e venerato per il suo eroico sacrificio anche quando Wally West assunse il ruolo, Supergirl venne cancellata totalmente nelle storie successive e non venne ripresa più fino al 2006; la ragione dietro tale scelta fu che si volle ripristinare lo status di Superman come "unico sopravvissuto di Krypton". Prima del 2006, diversi personaggi sostituirono Kara Zor-El come Supergirl.
Il professore Jeffrey A. Brown osservò che, mentre gli eroi maschili dei fumetti tendono a morire eroicamente e a essere riportati in vita in seguito, i personaggi femminili sono più inclini a essere feriti o uccisi in modo casuale ma irreparabile, oltre che spesso in modo sessualizzato. Cita come esempi i casi di Barbara Gordon, paralizzata dal Joker e fotografata nuda dopo essere stata ferita, e Stephanie Brown, brutalmente torturata e uccisa dal criminale Maschera Nera; Stephanie, unica Robin femmina del canone ufficiale, non ricevette alcun memoriale per la sua morte (al contrario di Jason Todd) finché non sorsero polemiche tra i fan.

## Nella cultura popolare

### Cinema
Al di fuori del medium dei fumetti, la Marvel Entertainment e i Marvel Studios sono stati criticati per il loro continuo utilizzo del tropo nei franchise cinematografici e televisivi. Si contano:
- Gwen Stacy in The Amazing Spider-Man 2, evento ripreso dal fumetto La notte in cui morì Gwen Stacy.[7]
- La madre di Thor e Loki, Frigga, in Thor: The Dark World e nella prima puntata di Loki.[7]
- In Captain America: Civil War del 2016, un'anziana Peggy Carter muore off-screen di Alzheimer e la sua morte alimenta le azioni di Capitan America durante il film, anche se successivamente, in Avengers: Endgame, Capitan America viaggia indietro nel tempo per ricongiungersi con lei e sposarla.[21]
- La madre di Peter Quill in Guardiani della Galassia e Guardiani della Galassia vol. 2.[7]
- In Avengers: Infinity War, la morte di Gamora viene usata come ulteriore tragedia motivante di Peter Quill, così come in Guardiani della Galassia vol. 3.[7] Inoltre, sono state sollevate critiche sulla gestione della morte e della trama di Gamora in Infinity War, a causa dell'implicazione che il suo padre adottivo Thanos l'amasse nonostante gli abusi nei suoi confronti, culminati con il suo omicidio.[22]
- In Avengers: Endgame, Natasha Romanoff si sacrifica per permettere a Clint Barton di ottenere la Gemma dell'Anima; è stata criticata la mancata attenzione riservata alla sua morte rispetto a quella di Tony Stark più avanti nel film.[23]
- Maria Hill in Secret Invasion viene uccisa nel primo episodio dall'antagonista Gravik per indebolire Nick Fury.[7]
- Zia May viene uccisa dal Green Goblin in Spider-Man: No Way Home al fine di colpire "al cuore" Peter Parker.[7]
- Vanessa, la fidanzata di Deadpool, viene uccisa in Deadpool 2 e la sua morta motiva il mercenario per tutto il film. Durante le proiezioni di prova i fan hanno reagito negativamente, quindi è stata girata una scena post-credit aggiuntiva nella quale Deadpool viaggia nel tempo per salvarla, evitando esplicitamente il tropo in quanto la sua morte non è più permanente.[22][24] Tuttavia, il tropo viene usato ugualmente nel film con il personaggio di Cable, che viene mosso dalle morti della moglie e della figlia.[25]
- In Doctor Strange nel Multiverso della Follia, Wanda Maximoff perde il senno a causa del libro magico Darkhold, che la rende ossessionata all'idea di ricongiungersi con i figli perduti Billy e Tommy anche a costo di uccidere e di mettere a repentaglio il Multiverso. Per fermarla, il Dottor Strange è costretto a sua volta a ricorrere al Darkhold ma, al contrario dello stregone, Wanda finisce per sacrificare sé stessa al fine di riparare ai propri errori.[26]

Brian Tallerico di Vulture, recensendo Il mondo intero ci guarda, un episodio della miniserie Disney+ del 2021 The Falcon and the Winter Soldier, ha criticato la morte di Lemar Hoskins, un uomo afroamericano, come esempio di fridging razziale, piuttosto che sessista, per promuovere l'arco narrativo di John Walker, una persona bianca.
Courtney Enlow, redattrice di Your Tango, ha criticato la morte di Kathy Stabler, la moglie del detective Elliot Stabler in Law & Order: Special Victims Unit, come esempio del tropo.
Christopher Nolan è stato criticato per aver ripetutamente utilizzato tale cliché nei suoi film.

### The Refrigerator Monologues
L'autrice Catherynne M. Valente ha scritto il romanzo The Refrigerator Monologues ispirandosi al tropo: racconta la storia di un gruppo di donne che vivono in un aldilà fumettistico e che si confrontano sulle proprie esistenze di vittime dei cliché sessisti che vigono in queste storie. Ciascun personaggio è ispirato chiaramente a una controparte Marvel o DC. L'autrice ha affermato di essere stata ispirata a scrivere il libro per l'indignazione suscitata dalle circostanze della morte di Gwen Stacy in The Amazing Spider-Man 2.

### Deadtown
Nel dicembre 2018, Amazon Studios ha annunciato che Shauna Cross stava sviluppando un episodio pilota per un adattamento di The Refrigerator Monologues, intitolato "Deadtown".